# For the Honor
For the Honor es un álbum en vivo de la banda de adoración contemporánea estadounidense Elevation Worship. Provident Label Group lanzó el álbum el 21 de noviembre de 2011. Aaron Robertson produjo el álbum.

## Listas de canciones
| Edición Standard | Edición Standard                              | Edición Standard                                 | Edición Standard |
| N.º              | Título                                        | Escritores                                       | Duración         |
| ---------------- | --------------------------------------------- | ------------------------------------------------ | ---------------- |
| 1.               | "Exalted One"                                 | Chris Brown, London Gatch, Mack Brock, Wade Joye | 4:51             |
| 2.               | "The Lord Is My Rock / God You Lifted Me Out" | Joye, Brown, Brock                               | 5:38             |
| 3.               | "For the Honor"                               | Brown, Brock, Steven Furtick, Joye               | 5:50             |
| 4.               | "God Be Praised"                              | Brown, Jane Williams, Brock, Joye                | 4:49             |
| 5.               | "The Church"                                  | Brown, Brock                                     | 4:58             |
| 6.               | "The Highest"                                 | Brad Hudson, Brown, Gatch, Brock, Joye           | 5:18             |
| 7.               | "Victorious"                                  | Brown, Justin Land, Lee McDerment, Brock, Joye   | 6:35             |
| 8.               | "We Rejoice"                                  | Brown, Brock, Joye                               | 4:23             |
| 9.               | "Give Me Faith"                               | Brown, Gatch, Brock, Joye                        | 5:06             |
| 10.              | "All Things New"                              | Ben Richter, Brown, Brock, Joye                  | 6:59             |
| 11.              | "The Gospel"                                  | Furtick                                          | 3:36             |
| 12.              | "You Reign Alone"                             | Richter, Brown, Williams, Gatch, Brock, Joye     | 5:06             |
| 13.              | "Give My Life To You"                         | Brock                                            | 6:16             |
| 14.              | "Our King Has Come"                           | Brown, Brock, Joye                               | 3:40             |
| Duración Total:  | Duración Total:                               | Duración Total:                                  | 73:05            |

| Edición Deluxe | Edición Deluxe                                | Edición Deluxe                              | Edición Deluxe |
| N.º            | Título                                        | Escritores                                  | Duración       |
| -------------- | --------------------------------------------- | ------------------------------------------- | -------------- |
| 1.             | "Exalted One"                                 |                                             | 4:51           |
| 2.             | "The Lord Is My Rock / God You Lifted Me Out" |                                             | 5:38           |
| 3.             | "For the Honor"                               |                                             | 7:36           |
| 4.             | "God Be Praised"                              |                                             | 4:49           |
| 5.             | "The Church"                                  |                                             | 4:59           |
| 6.             | "Let Your Kingdom Reign"                      | Brock, Brown                                | 3:34           |
| 7.             | "The Highest"                                 |                                             | 5:19           |
| 8.             | "Only Love"                                   | Brock, Brown, Gatch, Hudson, Joye, Williams | 5:29           |
| 9.             | "We Rejoice"                                  |                                             | 4:29           |
| 10.            | "Sing Forever / Awesome God"                  | Brock, Rich Mullins                         | 4:31           |
| 11.            | "Give Me Faith"                               |                                             | 5:07           |
| 12.            | "All Things New"                              |                                             | 6:59           |
| 13.            | "The Gospel"                                  |                                             | 3:36           |
| 14.            | "You Reign Alone"                             |                                             | 5:00           |
| 15.            | "Victorious"                                  |                                             | 6:37           |
| 16.            | "Give My Life to You"                         |                                             | 6:16           |
| 17.            | "Our King Has Come"                           |                                             | 3:40           |
| 18.            | "We Rejoice" (Video)                          |                                             | 4:29           |
| 19.            | "Victorious" (Video)                          |                                             | 6:33           |
| 20.            | "For the Honor" (Video)                       |                                             | 5:43           |
| 21.            | "All Things New" (Video)                      |                                             | 6:55           |
| 22.            | "God Be Praised" (Video)                      |                                             | 4:46           |
| 23.            | "Behind the scenes featurette" (Video)        |                                             | 4:37           |

## Rendimiento del álbum
| Chart (2011)                      | Peak position |
| --------------------------------- | ------------- |
| US Billboard 200                  | 193           |
| US Christian Albums (Billboard)   | 19            |
| US Heatseekers Albums (Billboard) | 1             |